# Tamara Wall
Tamara Wall, es una actriz inglesa, conocida por haber interpretado a Brooke Wyndham en la obra Legally Blonde, The Musical y actualmente por dar vida a Grace Black en la serie Hollyoaks.

## Biografía
El 29 de enero de 2013, se casó con su novio; sin embargo, más tarde se separaron.
En el 2014 comenzó a salir con el actor Charlie Clapham, pero la relación terminó.

## Carrera
En 2010 se unió al elenco de la obra de teatro Legally Blonde, The Musical, donde interpretó a Brooke Wyndham y a Shandi (Tamara reemplazó a la actriz irlandesa Aoife Mulholland quien dejó la obra por maternidad). 
El 28 de febrero de 2011, apareció como invitada en la popular serie EastEnders, donde dio vida a Martina Quinn hasta el 10 de marzo del mismo año. 
En 2012 interpretó a Karen en el programa de talento Viva's en la obra Viva Forever!. 
El 8 de noviembre de 2013, se unió al elenco principal de la serie británica Hollyoaks, donde interpreta a Grace Black, hasta ahora.

## Filmografía

### Series de televisión
| Año       | Título     | Personaje     | Notas            |
| --------- | ---------- | ------------- | ---------------- |
| 2011      | EastEnders | Martina Quinn | 4 episodios      |
| 2012      | One Night  | Sandra        | Episodio "Alfie" |
| 2013–2023 | Hollyoaks  | Grace Black   | 853 episodios    |

### Películas
| Año  | Título     | Personaje | Notas                                                                                 |
| ---- | ---------- | --------- | ------------------------------------------------------------------------------------- |
| 2000 | Cinderella | Bailarina | junto a Edward Hayes-Neary, Lisa Stevens, Bryn Walters, Steven Wynn y Rachel Woolrich |

### Teatro
| Año  | Obra                            | Personaje                   | Director (a)    | Teatro             | Notas                                                     |
| ---- | ------------------------------- | --------------------------- | --------------- | ------------------ | --------------------------------------------------------- |
| 2012 | Viva Forever!                   | Karen                       | Paul Garrington | Piccadilly Theatre | junto a Hannah John-Kamen, Sally Ann Triplett y Bill Ward |
| 2010 | Legally Blonde, The Musical     | Brooke Wyndham/Shandi       | Jerry Mitchell  | -                  | junto a Carley Stenson, Stephen Ashfield y Peter Davison  |
| -    | Never Forget                    | Annie Borrowman             | -               | -                  | -                                                         |
| -    | We Will Rock You                | -                           | -               | -                  | -                                                         |
| -    | Romeo & Juliet                  | -                           | -               | -                  | -                                                         |
| -    | Fame                            | Mabel Washington/Lamb Chops | -               | -                  | -                                                         |
| -    | Phantsialand                    | -                           | -               | -                  | -                                                         |
| -    | Spirit of the Dance             | -                           | -               | -                  | -                                                         |
| -    | The Lion Witch and the Wardrobe | Lucy                        | -               | Proteus Theatre    | -                                                         |
| -    | Carnival Cruise Liner           | -                           | -               | -                  | -                                                         |

## Premios y nominaciones
| Año  | Categoría     | Premios           | Serie     | Resultado |
| ---- | ------------- | ----------------- | --------- | --------- |
| 2017 | Best Bad Girl | Inside Soap Award | Hollyoaks | Nominada  |